# Campeonato de Irlanda de Rugby 2007-08
El Campeonato de Rugby de Irlanda (oficialmente All-Ireland League) de 2007-08 fue la decimoctava edición del principal torneo de rugby de la Isla de Irlanda, el torneo que agrupa a equipos tanto de la República de Irlanda como los de Irlanda del Norte.

## Sistema de disputa
Cada equipo disputó encuentros frente a cada uno de los rivales a una sola ronda, totalizando 15 partidos.
Luego de la fase regular los cuatro mejores clasificados disputaron una semifinal enfrentándose el primer clasificado frente al cuarto y el segundo frente al tercero.
Los últimos dos clasificados descendieron a la segunda división.
Puntuación
Para ordenar a los equipos en la tabla de posiciones se los puntuará según los resultados obtenidos.
- 4 puntos por victoria.
- 2 puntos por empate.
- 0 puntos por derrota.
- 1 punto bonus por ganar haciendo 3 o más tries que el rival.
- 1 punto bonus por perder por siete o menos puntos de diferencia.

## Clasificación
| Pos. | Equipo             | Encuentros | Encuentros | Encuentros | Encuentros | Tantos | Tantos | Tantos | PB | PB | Puntos |
| Pos. | Equipo             | PJ         | PG         | PE         | PP         | F      | C      | Dif    | BO | BD | Puntos |
| ---- | ------------------ | ---------- | ---------- | ---------- | ---------- | ------ | ------ | ------ | -- | -- | ------ |
| 1.º  | Cork Constitution  | 15         | 13         | 1          | 1          | 327    | 133    | +194   | 3  | 1  | 58     |
| 2.º  | Shannon RFC        | 15         | 12         | 0          | 3          | 329    | 177    | +152   | 5  | 3  | 56     |
| 3.º  | Garryowen          | 15         | 12         | 1          | 2          | 295    | 157    | +138   | 4  | 1  | 55     |
| 4.º  | Clontarf           | 15         | 10         | 0          | 5          | 285    | 233    | +52    | 3  | 4  | 47     |
| 5.º  | Blackrock College  | 15         | 9          | 0          | 6          | 319    | 285    | +34    | 4  | 3  | 43     |
| 6.º  | Dolphin            | 15         | 9          | 0          | 6          | 269    | 273    | -4     | 2  | 1  | 39     |
| 7.º  | U.L. Bohemian      | 15         | 7          | 0          | 8          | 252    | 208    | +44    | 3  | 4  | 35     |
| 8.º  | Old Belvedere      | 15         | 6          | 0          | 9          | 307    | 282    | +25    | 3  | 7  | 34     |
| 9.º  | St. Mary's College | 15         | 7          | 0          | 8          | 240    | 270    | -30    | 2  | 3  | 33     |
| 10.º | UCD                | 15         | 7          | 0          | 8          | 255    | 337    | -82    | 2  | 3  | 33     |
| 11.º | Ballymena          | 15         | 5          | 0          | 10         | 230    | 267    | -37    | 1  | 6  | 27     |
| 12.º | Terenure College   | 15         | 4          | 0          | 11         | 228    | 309    | -81    | 2  | 7  | 25     |
| 13.º | Dungannon          | 15         | 4          | 1          | 10         | 242    | 309    | -67    | 1  | 5  | 24     |
| 14.º | Galwegians         | 15         | 4          | 2          | 9          | 171    | 241    | -70    | 0  | 3  | 23     |
| 15.º | Lansdowne          | 15         | 4          | 1          | 10         | 181    | 280    | -99    | 2  | 3  | 23     |
| 16.º | Greystones         | 15         | 4          | 0          | 11         | 202    | 371    | -169   | 0  | 2  | 18     |

## Fase final

### Semifinales
| 3 de mayo de 2008 | Cork Constitution | 17 - 3 | Clontarf |  |  |

| 3 de mayo de 2008 | Shannon | 6 - 31 | Garryowen |  |  |

### Final
| 11 de mayo de 2008 | Cork Constitution | 18 - 8 | Garryowen |  |  |

| Bandera de Irlanda        |
| Campeón Cork Constitution |
| Tercer título             |